# Heterotheridion nigrovariegatum
Genre
Espèce
Synonymes
- Theridion nigrovariegatum Simon, 1873
- Theridion tuberculatum Kroneberg, 1875
- Theridion frivaldszkyi Herman, 1879
- Theridion peristeri Drensky, 1929
- Achaearanea xinjiangensis Hu & Wu, 1989

Heterotheridion nigrovariegatum, unique représentant du genre Heterotheridion, est une espèce d'araignées aranéomorphes de la famille des Theridiidae.

## Distribution
Cette espèce se rencontre dans la région paléarctique.

## Publications originales
- Simon, 1873 : Aranéides nouveaux ou peu connus du midi de l'Europe. (2e mémoire). Mémoires de la société royale des sciences de Liège, sér. 2, vol. 5, p. 187-351, réimprimé seul p. 1-174 (texte intégral).
- Wunderlich, 2008 : On extant and fossil (Eocene) European comb-footed spiders (Araneae: Theridiidae), with notes on their subfamilies, and with descriptions of new taxa. Beiträge zur Araneologie, vol. 5, p. 140-469.